# Показател на пречупване
Показател на пречупване (използва се също коефициент или индекс на пречупване) е физична величина, която представлява отношението на скоростта на светлината във вакуум и скоростта на светлината в дадената среда: {\displaystyle n={\frac {c}{v}}}. Показателят на пречупване зависи от свойствата на средата и дължината на вълната. В прозрачна среда светлината се разпространява със скорост, по-малка от скоростта на разпространение във вакуум: {\displaystyle v<c}. Затова {\displaystyle n>1}. Коефициентът на пречупване е безразмерна величина, която фактически показва колко пъти скоростта на разпространение на електромагнитната вълна във вакуум е по-голяма от скоростта ѝ в дадена среда.
Така дефинираната величина коефициент на пречупване на дадена среда спрямо вакуума се нарича още абсолютен коефициент на пречупване. В случай на две прозрачни изотропни среди се говори за относителен коефициент на пречупване на едната среда по отношение на другата. Той се дефинира аналогично на абсолютния коефициент на пречупване. Освен ако не е посочено друго, обикновено се има предвид абсолютният коефициент на пречупване.
Стойността на абсолютния коефициент на пречупване зависи от състава и структурата на веществото, агрегатното му състояние, температура, налягане и др. За някои вещества коефициентът на пречупване се променя под въздействието на външно електрическо поле (ефект на Кер – в течности и газове; ефект на Покелс – в кристали).
Коефициентът на пречупване може да се изрази и като квадратен корен от произведението на относителните диелектрична и магнитна проницаемости на средата: {\displaystyle n={\sqrt {\varepsilon _{r}\mu _{r}}}.} Среща се и означението {\displaystyle n={\sqrt {\varepsilon '\mu '}}.}
Ако средата е немагнитна, {\displaystyle \mu _{r}=1} и 
{\displaystyle n={\sqrt {\varepsilon _{r}}}}.
В общия случай за полупроводящи среди диелектричната проницаемост е комплексна величина {\displaystyle \varepsilon '_{k}=\varepsilon '-j60\sigma \lambda } и вълната изпитва поглъщане. Следователно коефициентът на пречупване също е комплексна величина: 
{\displaystyle n_{k}=n+j\delta },
където {\displaystyle j} е имагинерната единица, а {\displaystyle \delta } е коефициентът на поглъщане. Реалната част определя пречупването, а имагинерната част – затихването от поглъщане.
За измерване на коефициента на пречупване се използват гониометри, рефрактометри или елипсометри.

## Коефициент на пречупване за някои среди
Коефициентът на пречупване {\displaystyle n} за повечето среди има стойности между 1 и 2 и нараства с увеличаване на плътността на средата.
| Среда                                 | Стойност              | Справка              |
| ------------------------------------- | --------------------- | -------------------- |
| Вакуум                                | 1                     | [ 2 ]                |
| Хелий                                 | 1,000034388           | [ 3 ]                |
| Въздух                                | 1,00028821 ÷ 1,000293 | [ 4 ]                |
| Въглероден двуокис                    | 1,0004408             | [ 5 ]                |
| Дисилан                               | 1,0016574             | [ 6 ]                |
| Аерогел                               | 1,02                  | [ 7 ]                |
| Лед                                   | 1,3098                | [ 8 ]                |
| Вода                                  | 1,3333                | [ 9 ]                |
| Ацетон                                | 1,3592                | [ 10 ]               |
| Етилов алкохол                        | 1,3617                | [ 11 ]               |
| Тефлон                                | 1,38                  | [ 12 ]               |
| Оптично влакно – обвивка              | 1,46                  |                      |
| Оптично влакно – сърцевина            | 1,48                  |                      |
| Полиетилен                            | 1,5                   |                      |
| Готварска сол                         | 1,5442                | [ 13 ]               |
| Полиетилентерефталат                  | 1,5693                | [ 14 ]               |
| Полистирол                            | 1,6                   |                      |
| Бензол                                | 1,501                 |                      |
| Кварц                                 | 1,544                 |                      |
| Стъкло                                | 1,4645 ÷ 2,1          | [ 15 ] [ 16 ] [ 17 ] |
| Стъкло (кроун)                        | 1,517                 |                      |
| Стъкло (лек флинт)                    | 1,58                  |                      |
| Стъкло (тежък флинт)                  | 1,85                  |                      |
| Цирконий (изкуствен скъпоценен камък) | 1,923                 |                      |
| Диамант                               | 2,417                 | [ 18 ]               |
| Муассанит                             | 2,65                  | [ 19 ]               |

При дължина на вълната 480 nm, температура 20 °C, атмосферно налягане и соленост 35 ‰ коефициентът на пречупване на морската вода е n = 1,34509  (за чиста вода n = 1,337). Коефициентът на пречупване на морската вода се измерва чрез рефрактометрия. 
Някои полупроводници, непрозрачни за видимата светлина, пропускат инфрачервено лъчение. Показателите на пречупване в този диапазон са значителни: 3,46  за галиев арсенид и 3,56 за силиций .
В момента най-висок коефициент на пречупване в тесен диапазон има метаматериалът, проектиран през 2011 г. За честоти близо до 300 GHz неговият коефициент на пречупване достига 38,6. 
Рекордният отрицателен коефициент на пречупване (–700) е постигнат в радиообхвата. 
Стойността на коефициента на пречупване може да бъде значително различна за кристали, тънки слоеве и наночастици от едно и също вещество.